# 菅家陳彦
菅家 陳彦（かんけ のぶひこ、1923年 - 1985年）は、日本の映画プロデューサー、ドキュメンタリー映画監督。

## 人物
福島県南会津郡只見町出身。
日本映画社で劇映画『空気のなくなる日』（1949年）の助監督をした後、退社。フリーで活躍した。
プロデュースした『月の輪古墳』（1954年、月の輪映画製作委員会＝記録教育映画製作協議会）が第1回教育映画祭社会教育部門最高賞受賞。監督した記録映画『おふくろのバス旅行』（1957年、記録映画社）が教育文化映画賞。脚本・監督を担当した『産業と公害』（1965年、日本シネセル）が東京都教育映画コンクール銀賞、日本産業映画コンクール日本産業映画賞、同じく脚本・監督を担当した『冷凍魚』（1965年、日本シネセル）が科学技術映画祭入選、日本産業映画コンクール日本産業映画賞受賞。

## フィルモグラフィ
- 劇映画『空気のなくなる日』（1949年、日本映画社）助監督
- 記録映画『月の輪古墳』（1954年、月の輪映画製作委員会＝記録教育映画製作協議会）製作
- 記録映画『197日の斗い 日鋼室蘭』（1955年、記録映画製作協議会＝総評）監督
- 記録映画『おふくろのバス旅行』（1957年、記録映画社）監督
- 記録映画『おやじ』（1959年、記録映画社）監督
- 記録映画『黄色い車』（1958年、日本通運）監督
- 記録映画『流氷の町』（1961年、記録映画社）脚本・監督
- 記録映画『産業と公害』（1965年、日本シネセル）脚本・監督
- 記録映画『冷凍魚』（1965年、日本シネセル）脚本・監督
- 記録映画『日本の憲法』（1965年、京都改憲阻止映画製作委員会）監督
- 記録映画『あなたも経営者 −企業と資金−』（1966年、日本シネセル）監督
- 記録映画『ほけん物語』（1966年、日生劇場映画部）脚本・監督
- 記録映画『海を渡るコンテナ』（1969年、日本シネセル）脚本
- 記録映画『アンネの日記』（1985年）製作